# Winter of Apokalypse
Winter of Apokalypse – grupa muzyczna ze Stanów Zjednoczonych, grająca black metal. Zespół pochodzi z Portland, Oregon i składa się z byłych członków Thy Infernal.

## Członkowie

### Ostatni skład
- Alkoholik – gitara basowa
- Slut – gitara elektryczna
- J.F – wokal, gitara elektryczna

## Dyskografia
- (2005) – Solitary Winter Night (Moribund Records)
- (2003) – Winter of Apokalypse Demo 2003 (Demo)
- (1999) – Demo 1999 (Demo)